# KIKO
Pour les articles homonymes, voir Kiko.
KIKO  est une entreprise italienne de cosmétiques. Elle est fondée à Bergame en 1997 par le groupe d’Antonio Percassi. Elle rencontre le succès à partir du milieu des années 2000 jusqu'à devenir un modèle pour l'ensemble de ses concurrents.

## Historique
Avec l’appui de son père (Antonio Percassi), Stefano Percassi crée à 22 ans le concept en 1997 (low cost) ; il lui donne le surnom de sa petite amie du moment, « Kiko ». Au départ, les produits de maquillage Kiko sont vendus dans les parfumeries de Milan : les pertes sont abyssales jusqu'en 2004. À l'initiative de Antonio Percassi, les premiers points de vente au nom de la marque apparaissent en 2005. Progressant rapidement avec une « expansion à marche forcée », la marque possède en 2015 un réseau de plus de 600 magasins implantés dans de multiples pays, puis un millier deux ans plus tard. Certains magasins sont conçus par des architectes renommés, tels l'Atelier Mendini ou Kengo Kuma.

### En France
L'enseigne s'installe en France au centre commercial Val d'Europe durant l'été 2010. En quatre ans, le chiffre d'affaires atteint 100 millions d'euros et nombre de boutiques passe à 100, puis, avec une quarantaine d'ouvertures par an, le double encore trois années plus tard. Rapidement, Kiko prend des parts de marché à la distribution spécialisée (Sephora, Yves Rocher ou Nocibé), à la grande distribution, mais également aux marques historiques (L'Oréal) qui tardent parfois à réagir,. Classé comme un « tueur de marques », au bout de quelques années les enseignes historiques du marché national réagissent en créant des gammes de produits similaires, : produits moins chers, boutiques plus accessibles, rénovations de points de vente, collections capsules, l'ensemble des vendeurs de cosmétiques est obligée de réagir face au succès de Kiko qui « a ouvert une brèche où de nombreuses marques se sont engouffrées ». La marque devient une « référence » largement copiée.

## Données économiques et commerciales
En 2004, le chiffre d'affaires de KIKO est de 1 million d'euros. En 2013, il est de 72 millions d'euros pour la France.
Kiko se positionne comme une marque à mi-chemin entre les bas prix et les codes du luxe propres au domaine des cosmétiques, avec un revenu au m² très élevé,. « Chaque magasin débite entre 600 000 et 2 millions d'euros de chiffre d'affaires annuel, deux fois plus qu'une parfumerie classique sur des surfaces de moitié plus petites ». C'est cette rentabilité qui permet à l'enseigne un développement rapide, les investissements étant vite remboursés. Malgré tout, la concurrence acharnée de la part de l'ensemble des distributeurs, apparue en réaction au succès de Kiko, entraine une chute drastique de cette rentabilité : « Tout le monde tente de trouver une parade ou de s'inspirer de ses bonnes idées ». 
Plus d'un tiers de sa clientèle est occupée par la tranche d'âge des 15-24 ans,,. À 2015, les clients ont un panier moyen de 10 euros avec une marge de 20 %. La marque reste « deux fois moins chère que Sephora ou Nocibé et quatre fois moins que Lancôme ou MAC ». L'entreprise adapte les modèles de la fast fashion à ses cosmétiques, avec des gammes étendues offrant un choix important (environ 1 400 à 1 500 références), un renouvellement des collections plusieurs fois par an (annuellement un millier de nouveaux produits), des petits prix rendant les produits jetables, un merchandising soigné dans un décor épuré, mais également une image de qualité avec une fabrication réalisée en Italie,,,. Kiko possède l'ensemble de ses boutiques (traditionnellement de 60 à moins de 100 m2, sauf pour le point de vente des Champs-Élysées), refusant la franchise : ceci pour commercialiser en direct, sans intermédiaire, « afin de conserver 100% des marges »,,. De plus, la marque communique peu afin de réduire les frais publicitaires,.
Au premier semestre 2024, L Catterton, fonds d'investissement lié à Bernard Arnault,  acquiert une part majoritaire de l'entreprise italienne, alors valorisée 1,4 milliard d'euros.

## Note
1. ↑  Kiko Make Up Milano jusqu'en 2014 puis Kiko Milano par la suite.
2. ↑  Nocibé créé, en réaction à Kiko, le concept de « Bellista by Nocibe » sur le modèle de l'entreprise italienne : des centaines de produits en marque propre à des prix accessibles[7].

### Sources
- Antoine Boudet, « Kiko, l'enseigne qui fait trembler les marques de cosmétiques », sur lesechos.fr, 17 février 2014
- Thiébault Dromard, « Kiko affiche une mine éclatante », Challenges, no 388,‎ 7 mai 2014, p. 28 (ISSN 0751-4417)
- Juliette Garnier, « La beauté à la mode low cost », sur Le Monde.fr, 10 novembre 2014
- Sophie Lécluse, « KIKO : la nouvelle bombe du maquillage », Capital, no 283,‎ avril 2015, p. 52-54 (lire en ligne, consulté le 18 août 2015)
- (en) « A shake-up in make-up », The Economist, 5 décembre 2015
- Jean-Yves Guérin, « Cosmétiques: l'italien Kiko débarque sur les Champs-Élysées », sur lefigaro.fr, 15 décembre 2016
- Auriane Hamon, « SuccessStory : Kiko Milano, la fast beauty conquérante », sur marieclaire.fr, 23 mai 2017
- Corinne Scemama, « Le secret de beauté de kiko », L'Express, no 3468,‎ 15 décembre 2017, p. 88 à 90 (ISSN 0014-5270)